# 蔵健太
蔵 健太（くら けんた、1978年8月2日 - ）は、北海道旭川市出身でイギリスのロイヤル・バレエ団に所属していた元バレエダンサーで現在は英国ロイヤル・バレエスクールにてバレエ教師をしている。1995年にローザンヌ国際バレエコンクールにてスカラーシップ賞を受賞し、同年１９９５年英国の名門である英国ロイヤル・バレエスクールに入学。１９９７年に世界三大バレエ団の英国ロイヤル・バレエ団に入団し、２００７年にソリストに昇格する。その後日本国内、世界各地で公演活動を行い２０１４年に引退。
引退後はイギリスの英国ロイヤルバレエスクールにて日本人史上初めてのバレエ教師/バレエティーチャーとなり、約10年間White lodgeとUpper Schoolの教師として国内外で活躍する。
2023年に約30年ぶりに帰国し、同年9月1日よりK-BALLET ACADEMY/SCHOOLの校長に就任。

## 略歴
北海道旭川市に生まれ、８歳よりバレエを始める。初舞台は１０歳の時に地元の旭川市文化会館にて。
1994年に旭川実業高等学校の在学中に出場した全日本バレエコンクールにて第3位受賞(当時は男女混合部門しか存在していなかったが男性では1位)。1995年には、ローザンヌ国際バレエコンクールに出場。予選で足を剥離骨折しながらも決勝まで踊り抜き、スカラーシップ賞(銀賞)を受賞。
同1995年、英国ロイヤル・バレエ学校に入学し2年間在学、1997年 の英国ロイヤルバレエスクール公演にて主役に抜擢。同年1997年にロイヤル・バレエ団に入団し、2001年にファーストアーティストに昇格、2007年にソリストに昇格。
英国ロイヤルバレエの現役期間中では主にプリンシパル、ソリストの役を務め、日本、アジア、ヨーロッパ各地のガラ公演に参加。
また若手ダンサーの育成のため、北海道、東京、大阪、名古屋、広島、岡山、高松、福岡、熊本など日本各地で毎年ワークショップを開催していた。
現役中は怪我に悩まされることが多く入団後の1998年に初めての膝の手術を行い約1年間舞台から離れ、2002年には腰のヘルニアになり約1年半舞台から離れる。
その後も膝の怪我に悩まされながら引退までに両膝で計４回の手術を受けている。
2012年にバレエ教師資格を取得。
2013年に英国ロイヤルバレエスクール・サマースクールのゲストバレエ講師を務める。
2014年に英国ロイヤルバレエ団を引退後、英国ロイヤルバレエスクールのバレエ教師となる。
同校では日本人(アジア人)としては初めてのバレエ教師となり現在もヨーロッパ各地で教師活動を行い、日本ではバレエコンクールのゲスト審査員、講習会、ワークショップなどのイベント活動を毎年行なっている

## テレビ・メディア出演
【TV】
[2012年6/18] NHKBS1 - 地球テレビ　「エル・ムンド」/ 英国・ロイヤルバレエ最新事情
[2012年8/6]UHB 北海道ニュース/世界で活躍する道産子：英国ロイヤルバレエ団　蔵健太
[2015年] NHK WORLD 「ASIAN DREAMERS」/ Step by step 　

【雑誌】
［Tarzan］No.588 Hear comes Tarzan 4P特集 
［ミセス］2011年10月号　ステージドア2P特集

【新聞】
［2012年8/10］北海道新聞